# Miloslav Bačiak
Miloslav Bačiak (* 28. října 1952) je bývalý český politik, od října do listopadu 2013 poslanec Poslanecké sněmovny PČR, bývalý člen hnutí ANO 2011.

## Život
Dle svého životopisu vystudoval vojenskou střední školu a vojenskou vysokou školu, obor pilot. Podle osobního spisu působil v armádě postupně na pozicích technik u vrtulníku, pilot vrtulníku a zástupce velitele pro politické věci. Po odchodu do civilu začal pracovat pro ústavy stavební nebo makro-molekulární chemie. Při práci měl údajně, opět dle svého životopisu, studovat Chemicko-technologickou fakultu Univerzity Karlovy v Praze. Takovou fakultu, dle vyjádření mluvčího Karlovy univerzity, ovšem tato škola nikdy neměla a nemá. V roce 1991 měl údajně získat titul RNDr., kde měl být titul získán, není známo. Titul doc. měl dle svého životopisu údajně získat na Švýcarské univerzitě sv. Jiří (Škola má pobočku v Praze, je však je registrována v Grenadě a akreditována na Britských Panenských ostrovech.). Ministerstvo školství ovšem tuto instituci neuznává jako vysokou školu. V databázi absolventů habilitačního řízení ministerstva školství, kteří získali titul docent, Miloslav Bačiak není. Titul Ph.D., který má údajně také mít, opět není známo, odkud je získán. Dále měl údajně vyučovat na několika vysokých školách. Opět není známo a doloženo na jakých a zdali vůbec. Všechny vysokoškolské tituly, i to že měl působit jako vysokoškolský pedagog, je nedohledatelné a nedoložené. Jediný zdroj tohoto tvrzení, je pouze vyjádření samotného pana Bačiaka. Dnes je již dle svých slov v důchodu. Působí také jako jednatel ve firmě HB Gran s.r.o. Žije v Havlíčkově Brodě.

## Politické působení
V první den voleb do Poslanecké sněmovny PČR (tj. 25. října 2013) přinesly tištěné regionální noviny Jihlavské listy zprávu (elektronicky již o den dříve ve zkrácené podobě), že bývalý vojenský pilot Miloslav Bačiak pracoval i jako politruk v Havlíčkově Brodě a Piešťanech, kde byl učitelem létání a že byl v 70. letech 20. století evidován v seznamu Archivu bezpečnostních složek jako důvěrník u vojenské kontrarozvědky. Jihlavské listy také zveřejnily informaci, že je nositelem titulu RSDr. V životopise, který Bačiak poskytl hnutí ANO 2011, tyto skutečnosti zamlčel (zmínil jen, že byl členem KSČ). Minulost politruka po otištění článku Bačiak přiznal, titul RSDr. dále popírá. Každopádně ještě 24. října 2013 večer písemně oznámil, že z důvodu hrozícího mediálního poškození hnutí ANO 2011 z něj dobrovolně vystupuje a v případě svého zvolení poslancem rezignuje (v době zveřejnění zprávy již totiž nebylo možné z kandidátky odstoupit, ani kandidáta vyškrtnout).
Ve volbách do Poslanecké sněmovny PČR v roce 2013, v nichž kandidoval ze druhého místa kandidátky hnutí ANO 2011 v Kraji Vysočina, pak byl i přes zveřejnění informace o své minulosti zvolen poslancem. Po zvolení prohlásil, že dodrží svůj slib a 29. října 2013 odešle svou rezignaci i doporučeným dopisem. Dopis s rezignací předal na podatelnu Sněmovny 19. listopadu, tento akt nabyl platnost až po doručení dopisu nově zvolenému předsedovi dolní komory. První schůze Sněmovny, která byla zahájena 25. listopadu 2013, se již nezúčastnil. Mandát poslance mu formálně zanikl dne 27. listopadu 2013 po zvolení předsedy Poslanecké sněmovny PČR.
Ve Sněmovně jej nahradil Jan Sobotka.